# Lord-lieutenant du Carmarthenshire

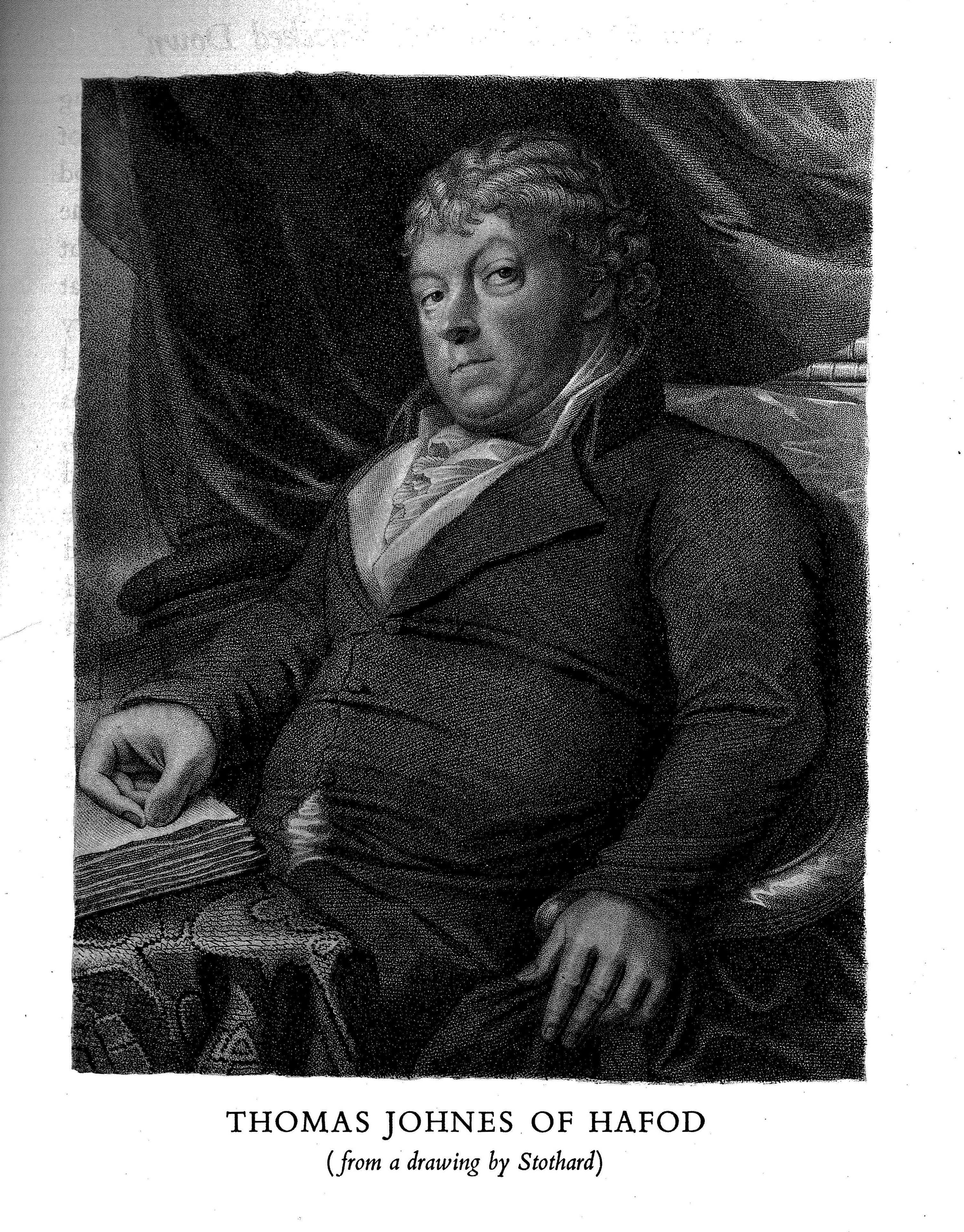
Thomas Johnes, portrait par Stothard

Ceci est une liste de personnes qui ont servi comme Lord Lieutenant du Carmarthenshire. Depuis 1762, tous les Lords lieutenant ont également été Custos Rotulorum of Carmarthenshire. L'office a été supprimé le 31 mars 1974 et remplacé par le Lord Lieutenant de Dyfed.

## Lord Lieutenants du Carmarthenshire jusqu'en 1974
- voir Lord Lieutenant du pays de Galles avant 1694
- Thomas Herbert, 8e comte de Pembroke 11 mai 1694 – 7 octobre 1715
- vacant
- George Rice 5 mai 1755 – 2 août 1779
- Thomas Johnes 7 septembre 1779 – 28 avril 1780
- John Vaughan 28 avril 1780 – 19 janvier 1804
- George Rice, 3e baron Dynevor 21 avril 1804 – 9 avril 1852
- John Campbell, 1er comte Cawdor 4 mai 1852 – 7 novembre 1860
- John Campbell, 2e comte Cawdor 26 avril 1861 – 29 mars 1898
- James Williams-Drummond, 4e baronnet 12 juillet 1898 – 15 juin 1913
- John William Gwynne Hughes 15 septembre 1913 – janvier 1917
- John Hinds 22 mars 1917 – 23 juillet 1928
- Walter FitzUryan Rice, 7e baron Dynevor 11 août 1928 – 17 janvier 1949
- George Clark Williams, 1er baronnet 17 janvier 1949 – 1953
- Grismond Picton Philipps 23 février 1954 – 8 mai 1967
- Charles William Nevill 25 juillet 1967 – 2 juin 1973
- David Courtenay Mansel Lewis 7 juin 1973 – 31 mars 1974